# Huperzia kunmingensis
Huperzia kunmingensis är en lummerväxtart som beskrevs av Ren Chang Ching. Huperzia kunmingensis ingår i släktet lopplumrar, och familjen lummerväxter. Inga underarter finns listade i Catalogue of Life.